# Régionalisme (linguistique)
Pour les articles homonymes, voir Régionalisme.
En linguistique, le terme régionalisme dénomme un fait de langue caractéristique pour une certaine variété régionale d’une langue (dialecte, parler) ou pour un groupe de ces variétés,. Le régionalisme est identifiable par la différence qu’il présente par rapport à ce que prévoit la variété standard de la langue.

## Types de régionalismes
Il y a des régionalismes dans tous les domaines de la langue, mais non pas en proportions égales. Les plus fréquents sont de nature lexicale et phonétique, mais il existe aussi des régionalismes phraséologiques et grammaticaux (morphologiques et syntaxiques).

### Régionalismes lexicaux
Les mots régionaux sont de plusieurs sortes. Les proprement-dits sont des mots autres que leurs correspondants dans la variété standard, ou qui n’ont pas de correspondant dans celle-ci. Exemples :
- (fr) chigner (Antilles) « pleurnicher »[3], louchet (picard ou normand) « espèce de bêche »[1] ;
- (ro) curechi (Moldavie) vs varză « chou »[2] ;
- (hu) pityóka (Transylvanie) vs burgonya « pomme de terre »[4].

D’autres mots régionaux existent bien dans la variété standard mais avec un sens différent :
- (fr) jardin (Antilles) vs champ[5], drôle (Midi de la France) vs petit garçon[1] ;
- (ro) ginere « marié (lors des noces) » en Munténie) vs. « gendre » dans le standard[6] ;
- (hu) bogár « mouche » en Transdanubie vs « insecte » dans le standard[4].

D’autres mots enfin ne diffèrent de leurs correspondants standard que par la forme, sans qu’il s’agisse pourtant de variantes phonétiques ou morphologiques, par exemple (hu) buha vs bolha « puce ».
Les régionalismes lexicaux sont notamment dans l’attention des lexicographes qui élaborent des dictionnaires de régionalismes (voir la section Bibliographie).

### Régionalismes phraséologiques
Dans les variétés régionales il y a aussi des unités phraséologiques (expressions idiomatiques, locutions, etc.) non utilisées dans la langue commune, par exemple :
- (fr) farine de pluie (Réunion) « pluie fine et intermittente »[8] ;
- (ro) a umbla lela (Moldavie) vs. a umbla fără rost « aller de ci de là sans but »[2].

### Régionalismes phonétiques
Ce sont des particularités qui consistent, par rapport au phonèmes standard, en des variantes phonologiques ou phonétiques présentes systématiquement au moins dans certains contextes phonétiques. Tels sont, par exemple :
- en français, la prononciation [w] dans les Antilles, au lieu de [ʁ] devant une voyelle postérieure : parole [pawɔl] vs. [paʁɔl][9] ;
- en roumain, la prononciation [ʃ] palatalisé au lieu de [t͡ʃ] devant [e] et [i], dans le Banat : cer [ʃʲer] vs. [t͡ʃer] « ciel »[10] ;
- en hongrois, la prononciation brève, en Transdanubie, des voyelles [u], [y] et [i], qui sont longues dans le standard : kut vs kút « puits », tüz vs tűz « feu », viz vs víz « eau »[11].

### Régionalismes grammaticaux
Le système grammatical des variétés régionales diffère de celui du standard tout d’abord par certains traits morphologiques, tels que :
- (fr) l’emploi du verbe auxiliaire avoir au lieu de être dans le cas de certains verbes, à la Réunion : j’ai descendu vs je suis descendu[12] ;
- (ro) l’absence du suffixe -ez-/-eaz- en Crișana, à la 1re conjugaison, au présent de l’indicatif des verbes qui ont ce suffixe dans le standard : lucru vs lucrez « je travaille »[2] ;
- (hu) des terminaisons différentes de celles du standard au présent du conditionnel, dans les parlers sicules : tudnók vs tudnánk « nous saurions »[13].

Les régionalismes syntaxiques sont les moins fréquents :
- Pour le français parlé à la Réunion, on peut mentionner l’emploi de pas avec un mot négatif secondaire : j’ai pas vu personne vs je n’ai vu personne[12].
- En roumain, dans la variété de Munténie, il manque le mot négatif nu/n- « ne », dans la construction restrictive avec decât « que » : am decât două mere littéralement « j’ai que deux pommes » vs n-am decât două mere « je n’ai que deux pommes »[6].
- En hongrois de Transylvanie on utilise une construction avec kell « il faut » + impératif à valeur de subjonctif (un calque du roumain) au lieu de kell + infinitif à suffixe personnel : el kell menjek vs el kell mennem « il faut que je parte »[14].

## Régionalismes et variétés de langue autres que régionales
La langue évolue de façon continue, ce qui se manifeste, entre autres phénomènes, par le passage de faits de langue de l’une de ses variétés dans une autre, ce qui concerne les régionalismes aussi, qui enrichissent les variétés non régionales.

### Régionalismes et langue commune
Les régionalismes passent le plus facilement dans ce qu’on appelle « langue commune », c’est-à-dire l’aspect actuel de langue, basée sur une uniformité la plus poussée possible exigée par la pratique de la communication, étant acquise par toute la communauté linguistique, indifféremment de l’appartenance dialectale des locuteurs. L’un des aspects de ce phénomène est celui des régionalismes qui se conservent dans la langue commune parlée dans la zone géographique en cause. Il s’agit surtout de régionalismes phonétiques et éventuellement d’autres types de régionalismes qui n’affectent pas le caractère commun de la langue dans son ensemble. Dans ce sens, certains linguistes parlent de « langues communes régionales »,.
Un autre aspect de la question est le passage de régionalismes dans la langue commune à toute la communauté linguistique en cause. Le cas le plus fréquent est celui des emprunts lexicaux entre langues voisines, qui passent d’abord dans un dialecte ou des dialectes de la langue réceptrice, et ensuite dans la variété commune de celle-ci. Tel est le cas, par exemple, de mots et de suffixes de dérivation lexicale roumains d’origine hongroise, comme belșug « abondance » ou -eș (par exemple dans trupeș « corpulent »), passés d’abord dans le roumain de Transylvanie, puis répandus sur tout le territoire de la langue roumaine. Le même phénomène est observable dans le sens inverse : des mots hongrois d’origine roumaine, tel áfonya « mirtille », passés d’abord dans le hongrois de Transylvanie, puis adoptés par tous les locuteurs du hongrois. La construction du type el kell menjek « il faut que je parte », mentionnée plus haut, d’abord considérée comme un transylvanisme en hongrois, et incorrecte, est à présent acceptée en Hongrie aussi.

### Régionalismes et langue littéraire
Une autre variété de la langue en rapport avec les régionalismes est la langue littéraire au sens de langue de la littérature artistique. La variété littéraire de nombre de langues s’est formée sur la base d’une de ses variétés régionales, avec l’apport d’éléments des autres.
Pour ce qui est du français, aux Xe – XIIIe siècles on créait des œuvres littéraires dans plusieurs idiomes appelés « dialectes oïl » : le picard, le normand, le wallon, le françois, etc. Pour diverses raisons extra-linguistiques, c’est le françois parlé dans l’actuelle Île-de-France qui s’est imposé, devenant la langue française avec sa variété littéraire. Dès sa formation, elle s’est enrichie d’apports des autres dialectes et, plus tard, à l’époque de la Renaissance, des lettrés se sont prononcés pour son enrichissement conscient par des éléments des autres idiomes de France,.
Des processus analogues se sont déroulés dans d’autres langues aussi. La base de la langue littéraire italienne est l’idiome littéraire de Toscane, utilisé entre autres par Dante Alighieri. En roumain il y avait cinq dialectes littéraires au XVIe siècle, dont le nombre s’est réduit à quatre au XVIIIe siècle, pour que, finalement, la langue littéraire unique soit basée sur un seul, celui de Munténie, en intégrant des apports des autres. La langue littéraire hongroise s’est formée à partir de la littérature écrite dans les dialectes de l’Est, et l’albanaise sur la base de l’un des deux dialectes principaux, le tosque.
Longtemps après la formation de la langue littéraire, des régionalismes n’ont pas cessé de pénétrer dans la langue de la littérature artistique pour des raisons stylistiques, phénomène toujours actuel lorsque les écrivains souhaitent donner de la couleur locale à des œuvres dont l’action a lieu dans une certaine région. Dans la littérature française, les régionalismes sont caractéristiques surtout pour des écrivains de régions extérieures à la France métropolitaine, comme Antonine Maillet (Acadie) ou Simone Schwarz-Bart (Guadeloupe).
Dans des littératures comme la roumaine ou la hongroise, des écrivains utilisent des régionalismes pour évoquer des réalités des milieux ruraux de telle ou telle région. On peut mentionner à cet égard les moldavismes de Ion Creangă, dans la littérature roumaine, ou les transylvanismes d’András Sütő dans la littérature hongroise.
Il y a de nos jours encore des littératures dialectales aussi, telle celle du Banat (Roumanie), qui n’est pas entièrement compréhensible pour les locuteurs du roumain autres que ceux qui connaissent cette variété régionale.

### Régionalismes et standard
Ce qui est valable pour les régionalismes dans la langue commune unitaire mentionnés plus haut, l’est aussi pour la langue de la littérature artistique et pour la langue standard qui, à l’origine, se confondait avec la langue littéraire.
Un autre aspect du rapport des régionalismes avec le standard est celui qui concerne les langues ayant plus d’une variété standard. C’est le cas des langues qui sont officielles dans plusieurs pays, comme le français. C’est une langue essentiellement unitaire mais dans certains pays, son standard comporte des éléments qui sont des régionalismes du point de vue du standard d’autres pays. En Belgique et en Suisse, par exemple, soixante-dix de France a pour correspondant septante. Il y a aussi des différences de standard concernant les dénominations de certaines institutions, appelées « statalismes » par Thibault 2014. Ainsi, le lycée de France a pour correspondants l’athénée en Belgique, le gymnase en Suisse et le cégep au Québec.